# Keltie Duggan
Keltie Duggan (n. 7 septembrie 1970, Edmonton, Alberta, Canada) este o înotătoare ce a reprezentat Canada, medaliată olimpică. A participat la o ediție a Jocurilor Olimpice (1988) în care a câștigat o medalie de bronz.

## Participări
Lista de mai jos prezintă principalele competiții la care a participat Keltie Duggan de-a lungul carierei.
- Jocurile Olimpice de vară din 1988